# Techno
La techno è un genere musicale nato a Detroit, negli Stati Uniti d'America, negli anni ottanta e appartenente alla electronic dance music.

## Storia

### Proto-techno
Il termine "proto-techno" identifica tutti gli artisti che hanno anticipato il genere techno. Fra i primi di essi si possono segnalare i musicisti krautrock fra cui i Kraftwerk, che avrebbero fatto uso di ritmi metronomici motorik in lunghe composizioni come Autobahn (1974) e album come Trans Europa Express (1977), i Cluster di Cluster (1971) e Manuel Göttsching, il cui E2-E4 (1984) viene considerato da molti un esempio di techno ante litteram. Altri artisti che avrebbero precorso la techno includono pionieri elettronici come Mort Garson (Leave the Driving to Us, 1968), Laurie Spiegel (Drums, 1975) e Jean-Michel Jarre (Oxygene, 1976). La proto-techno identifica inoltre quegli artisti di Detroit che, negli anni ottanta, avrebbero più direttamente posto le basi della musica techno. Fra di essi vi sono i Cybotron, la cui formula sonora sarebbe stata portata a definizione dal loro membro Juan Atkins, considerato uno dei "padri" della techno.

### Techno di Detroit
Le origini del nome sono da ricercarsi a Detroit e a Berlino, agli inizi degli anni ottanta. "Techno" è l'abbreviazione di "technologic", in quanto trattasi di musica che fa dell'utilizzo di strumenti tecnologici una peculiarità principale.
La differenza sostanziale tra techno (abbreviazione di technologic) e house (da Warehouse, storico locale di Chicago) è che mentre techno definisce un genere da ballo la cui eredità musicale va a ricercarsi nei Kraftwerk ed in altre realtà musicali europee legate in qualche modo al rock, con la caratteristica dell'utilizzo di suono sintetico (generato da segnali e non vibrazioni acustiche), house definisce invece quella musica che nasce invece dal matrimonio tra drum machine e campionamenti di dischi già incisi appartenenti alla scena disco. Questa differenza è l'unica riscontrabile tra quelle che dividono il mondo di techno e house insieme a quella geografica, connotata dall'appartenenza alla scene musicale di Detroit (techno) e Chicago (house) a cavallo dei primi anni ottanta.

### Anni novanta
Negli anni novanta quando la musica elettronica da ballo arriva in Europa con il fenomeno londinese della acid house, quello della hardcore che contrariamente a quanto si crede nacque prima in Germania e si diffuse solo dopo nei Paesi Bassi, la progressive in Italia (anni 80/90), e quando dagli Stati Uniti cominciano ad arrivare produzioni da ballo molto più morbide e di chiara matrice funk, il nome techno viene usato per definire, rispetto a quello di house, produzioni più aggressive, in linea con la produzione di etichette come la belga Bonzai, che fa da padrone della scena per tutti i primi anni novanta.
Bisognerà aspettare la fine degli anni novanta, quando le produzioni dance più dure cominceranno ad essere chiamate tramite definizioni di sottocategoria (trance, hardstyle, hardcore, progressive) e solo allora techno ritorna la definizione usata per definire la musica elettronica da ballo totalmente indipendente dalle scene musicali black come il funk o la disco, esattamente come si definiva la scena madre della Detroit anni ottanta. Con i Prodigy, band inglese che si impone sul mercato globale come vera e propria band techno tra il 1994 ed il 1998, i critici musicali dell'ambito rock realizzano quanto forte sia il legame tra questa musica e la loro e cercano di appropriarsi intellettualmente della techno coniando, per esempio, il termine big beat, termine nel quale rientrano band quasi esclusivamente techno come i Prodigy, Chemical Brothers ed altre.
Ciò che per le masse divide, nel corso degli anni novanta, la matrice techno da quella house è il fattore di appartenenza al club (la discoteca) piuttosto che al rave party. Le produzioni che vantano la nascita della scena rave acid house vengono infatti generalmente catalogate nella storia della musica techno e non della musica house. Allo stesso modo, band di musica elettronica come i Prodigy vengono fuori dalla scena techno in quanto star dei rave parties inglesi. Il legame tra la definizione di techno e il rave è ormai indissolubile: alla fine degli anni 2000, pertanto, non si parla più di musica techno in discoteca a meno che non vi sia un forte collegamento tra il dj e le origini del genere musicale, ad esempio Jeff Mills o altri dj che per storia e appartenenza musicale riprendono la scena della Detroit degli anni ottanta.

## I fondatori
Meritano spazio coloro che vengono considerati i fondatori della musica techno, ovvero Derrick May, Juan Atkins e Kevin Saunderson.
Dei tre, Juan Atkins fu il primo ad entrare in contatto con la musica, con il gruppo Cybotron.
Il primo brano dei Cybotron, "Alleys of Your Mind" uscì nel 1981, si tratta di una traccia con impostazione electro influenzata dal synth-pop europeo.
Juan Atkins e Rick Davis (l'altro componente dei Cybotron) erano infatuati dalle teorie del sociologo, futurologo, Alvin Toffler, in particolare nelle teorie del Toffler, esposte nel libro: La terza ondata. Il duo dei Cybotron era affascinato dalle dichiarazioni del Toffler laddove sosteneva che il futuro sarebbe appartenuto ai "tecno-rinnegati della società": ribelli capaci di asservire la società ai propri scopi.
Queste tematiche sono riprese nel primo Album dei Cybotron: "Enter" del 1983, in cui sono inclusi i brani: Clear, Cosmic Cars. Subito dopo l'uscita dell'Album, il gruppo fa uscire un 12' pollici dal titolo evocativo, Techno city (1984).
Rick Davis decide di far entrare nei Cybotron un chitarrista tale John Howesley che Davis (grande amante di Jimi Hendrix) ribattezzò John 5 (Rick Davis si faceva chiamare "3070" e Juan Atkins "One"), per una svolta rock della band. A questo punto, Juan Atkins, affascinato dalle strumentazioni elettroniche se ne andò e fondò la sua band personale ribattezzata da lui stesso: Model 500 (un adeguato appellativo non "etnico") e la sua etichetta discografica a sua volta ribattezzata: "Metroplex", con la quale registrò il brano che segnò la nascita della techno: "No UFO's" (1985).
Juan Atkins, conosce Derrick May e Kevin Saunderson i quali solidarizzano per le comuni preferenze musicali. Questo "bizzarro" trio di afroamericani che vivevano in un sobborgo di Detroit (Belleville), amavano il suono europeo: dal synth-pop inglese dei Visage, Gary Numan, Human League ai teutonici Kraftwerk fino a gruppi italiani italo disco come Capricorn e Klein & M.B.O.
Su queste basi, il trio si divise in vari pseudonimi ed attività imprenditoriali:
Derrick May fondò la Transmat Records con la quale incise sotto pseudonimo di Rhythim Is Rhythim Nude Photo e la celebre Strings of Life; Kevin Saunderson fondò la KMS Records e realizzò vari lavori con vari pseudonimi da Kreem a Reese & Santonio fino al progetto Inner City che rese famosa a livello mondiale la techno di Detroit con il brano Big fun (1988).
La definizione di musica Techno venne ufficializzata nel 1988 dalla Virgin Records che decise d'interessarsi della musica house di Detroit, infatti fino ad allora, i brani della scena di Detroit erano catalogati "house". La prima stesura dell'album raccolta che poi divenne, Techno - The New Dance Sound of Detroit, era in un primo momento The House Sound of Detroit, ma Juan Atkins propose il titolo definitivo con l'appellativo "techno".
I media cominciarono ad interessarsi alla scena musicale techno di Detroit e in una intervista a Derrick May, egli propose la definizione di techno in una battuta: "Questa musica è come Detroit, uno sbaglio completo. È come George Clinton ed i Kraftwerk bloccati in un ascensore". Rilanciò Juan Atkins con la dichiarazione: "Voglio che la mia musica suoni come due computer intercomunicanti, non voglio che sembri una band reale. Deve suonare come se l'avesse fatta un tecnico. Ecco cosa sono io: un tecnico con sentimenti umani".

## Struttura
Un brano techno è strutturato in maniera semplice: si tratta solitamente della sovrapposizione progressiva di loop della lunghezza di 1/2, 1, o 2 o più battute, generalmente seguendo numeri pari. Il numero delle battute che costituiscono il loop aumenta a seconda della complessità del brano ricercata dal compositore. È fondamentale la sezione percussiva e la velocità in bpm: un suono basso sintetico che emula la grancassa di batteria tiene generalmente i tempi forti, suoni invece posti sulle frequenze medio-acute tengono i tempi deboli, il tutto in un range che varia dai 140 ai 180 bpm (a seconda poi dal sottogenere).
Bisogna tuttavia stabilire di quale techno si sta parlando considerando che ad oggi il genere techno è composto da vari sottogeneri e, quindi, brano per brano non si può definire che sia puramente techno. Il genere si è evoluto infatti a tal punto da dover per forza attribuire un sottogenere ad ogni singolo brano in quanto sicuramente è nato da una serie di influenze, come ogni genere musicale ormai presente nel mercato odierno. Se si considerano infatti i primi brani catalogati con tale nome si tratta spesso di brani elettronici sintetici di diverse fattezze strutturali, spesso anche senza base percussiva.
Anche la velocità varia in base al periodo: nei primi anni era facile trovare brani techno che scendevano fino a 132 bpm, fino all'esplosione di generi come l'euro-dance, così per differenziare la techno dalla dance, si è cominciato a produrre musica molto più veloce rispetto alla dance (che comunque aveva anche qualche brano spinto fino ai 150 bpm e veniva quindi definito comunque techno).
La musica house, al contrario, non superava i 132 bpm, gli stessi che appunto segnavano il confine tra i due generi.
Ad oggi è possibile trovare in qualche sottogenere (tipo la melodic techno, che è una fusion tra vari stili di techno, house e trance) brani che invece scendono anche fino a 124 bpm. Ma i sottogeneri considerati principali, e la techno pura, viaggiano tra i 140 e i 150 bpm.
Sotto generi come l'hard techno, l'hardcore techno superano i 150 o i 160, l'hardstyle va dai 145 ai 160.
La mediterranean progressive invece, andava dai 138 (qualche brano anche 137 o 136), ai 142, difatti fù il genere creato dai dj producer che diedero vita alla italo-dance e alla seconda generazione di euro-dance.

## Sottogeneri

### Detroit techno
La Detroit techno, madre della techno come oggi la conosciamo, è un genere lontano dal mainstream, e proprio questo ha fatto sì che si preservasse intatta. Si riconoscono dunque anche nei brani più recenti elementi quali suoni percussivi di Roland TR-909, accordi minori - settime con forti riverberi.
Alla fine degli anni ottanta a Detroit ci sono due locali come punto di riferimento della scena elettronica: il "Music Institute" e lo "Shelter". In quest'ultimo confluiscono dj ed artisti dai nomi come John Acquaviva, Kenny Larkin, Dan Bell ed il Canadese Richie Hawtin che insieme daranno vita all'etichetta discografica "+ 8". Nel Music Institute vedranno muoversi i primi passi i componenti della futura etichetta e collettivo musicale: "Underground Resistance".
La prima ondata della Detroit techno era influenzata dall'electro, dal synth-pop, mentre la seconda ondata si sentiva più vicina ai suoni industrial, della Electronic Body Music (o EBM) e di gruppi quali: Meat Beat Manifesto, Nitzer Ebb e Front 242. Su queste basi ed influenze musicali scaturivano suoni più aspri e duri ed inoltre, il collettivo "Underground Resistance" si presentava con fogge paramilitari prese a prestito dall'immagine dei "Public Enemy" e dai "Front 242" conditi con slogan insurrezionali. Con i loro primi dischi e con brani come Predator, Elimination (su Sonic EP, 1990) e soprattutto con Riot prende forma un suono in sintonia con l'Euro-Hardcore europeo. Questa alleanza viene sancita con la pubblicazione della raccolta Album: Revolution for Change (1992) dove sono inclusi tutti i loro classici del primo periodo.
Il collettivo musicale Underground Resistance (o UR) aveva l'asse portante in: "Mad" Mike Banks, Jeff Mills e Robert Hood. Nel 1992 sia Jeff Mills che Robert Hood abbandonano l'avventura Underground Resistance per intraprendere una fortunata carriera musicale solista, lasciando UR al solo Mad Mike Banks.
Hood, prima di pubblicare un disco dopo la sua dipartita dagli UR aspettò un anno, con Waveform Transmission Vol. 2 sotto lo pseudonimo di The Vision, poi seguito nel 1994 dal doppio album Internal Empire ed infine a breve distanza da Minimal Nation, questi ultimi firmati a nome dello stesso Robert Hood. Questi lavori divennero punto di riferimento per il successivo movimento musicale elettronico della "minimal techno".
Mad Mike Banks, continuò le produzioni UR, con una marcata influenza derivata da letture fantascientifiche, ricerca di altri mondi, riscoperta delle radici.
Sul primo versante rientrano i lavori dei fantomatici Drexciya e della saga Red Planet. I Drexciyani sarebbero dei soldati anfibi che lottano per la liberazione del popolo afroamericano, il tutto condito da musiche electro alla luce della techno più cerebrale. I Drexciya da Gerald Donald (poi nei Dopplereffekt), e dal fantomatico James Stinson collaborano anche nel gruppo The Martian, il gruppo di Will Thomas che con la saga Red Planet riporta all'ordine del giorno il suono Cosmic Jazz della Sun Ra Orchestra con le lenti Techno: ne scaturisce una sorta di blues interstellare.
Ancora più marcatamente jazz è il progetto Galaxy 2 Galaxy con il quale Mike Banks mette a frutto le sperimentazioni di techno jazz dell'EP Nation to Nation (1991) e riesce a produrre due brani che lo fanno entrare nella storia e cioè Hi-tech Jazz e Journey of the Dragons. Il maggiore successo di UR arriverà nel 1999 con il gruppo di DJ Rolando, i The Aztec Mystic. I quali realizzarono con il brano Jaguar il maggior successo commerciale dell'UR.
A Detroit agli albori della seconda ondata esistevano due collettivi musicali: Underground Resistance e Plus 8. La Plus 8 era in gran parte formata da canadesi (John Acquaviva e Dan Bell) momentaneamente trasferiti a Detroit per l'effervescenza musicale della città dei motori, ma continuò la sua epopea techno nell'Ontario in Canada. L'unico membro di Detroit della Plus 8 era Kenny Larkin, il quale sganciatosi dalla Plus 8, realizzò l'album storico su Warp Records Azimuth (1994), seguito poi da Metaphor (1995), due album di rara bellezza.
Si ricordano per finire gli Octave One e Carl Craig, il quale a suo nome e con vari pseudonimi divenne il portavoce e l'innovatore della Detroit techno, dirottando la musica techno verso atmosfere più cerebrali ed in taluni casi ai confini con il Jazz. Si ricorda di Craig i progetti musicali Innerzone Orchestra e Paperclip People.

### Chicago techno
La città statunitense Chicago è stata la culla, oltre che della musica house, anche di un tipo di techno particolare, caratterizzato dalla elevata velocità e da una ritmica particolarmente "dritta" anche denominata stomping techno.

### Hardgroove
Un genere di techno caratterizzata dall'uso esteso di loop percussivi, spesso con richiami tribali-latin. La stesura è caratterizzata dall'alternarsi di pause (senza cassa, spesso) e riprese. Il suono è denso, e la relativa continuità delle tracce fa sì che alcuni dj possano mixare anche tre o più dischi contemporaneamente.

### Hard techno o Schranz
Techno di origine tedesca, molto veloce (dai 145 ai 170 BPM), in parte simile all'hardgroove, ma con suoni più distorti, l'attuale scena più underground ha contaminazioni industrial. Inizialmente presente solo nei paesi del nord-est Europa e nella stessa Germania, con il passare degli anni cresce anche in Paesi come Spagna, Belgio, Francia e Italia, anche se raramente viene proposta nei club italiani, ad eccezion fatta nel nord-est nei primi anni 2000.

### Acid
Uno stile di EDM proprio della scena underground, in particolar modo in nord America, nord Europa e Giappone. Nata casualmente nel 1987, sconvolge completamente la struttura propria dell'house  'tradizionale', ma anche del disco music in generale.

### Hands up
L'Hands up è un sottogenere della musica techno nato intorno al 2003 in Germania; le melodie sono allegre, simili alla trance, e a volte molto simili a quelle dell'italo dance (è simile a quest'ultima anche nella struttura del brano); la velocità è intorno ai 146 Bpm ed è raro che essa vada oltre questo tipico numero di Bpm.
L'uso di voci femminili è molto frequente e alternativo, mentre in alcune produzioni i loop sono messi a sequenza corrispettiva.
Iniziali portavoce di questo stile furono i produttori/DJ dalla storica scena di Detroit come Hawtin, Craig, Hood e Larkin. Altri importanti artisti sono Daniel Bell, Ricardo Villalobos, Jeff Milligan, Sleeparchive e negli ultimi tempi anche insospettabili eroi della techno più hard, come Marco Carola, Chris Liebing, Misstress Barbara, convertitisi dopo aver constetato come questo genere di nicchia, quasi d'avanguardia, abbia esponenzialmente conquistato ogni club inflazionando il mercato di uscite (a discapito forse di altri generi, che diventano difficili da suonare dato il rarefarsi di nuove produzioni). Ma fondamentali restano esperienze sonore come quella, quasi integralista, di un combo poco avvezzo alle piste da ballo come i finlandesi Pan Sonic, in origine Panasonic, prima della causa legale che li costrinse a cambiare nome (non senza recuperare la "A" perduta come titolo del primo album immediatamente successivo), e di etichette come la Basic Channel che sperimentava tecniche dub sul suono techno, o la Raster Noton, spintasi ai confini dell'isolazionismo. Altre etichette specializzate, Kompakt, M_nus, Force Inc, Poker Flat, Perlon e Sähkö. e non solo.

## Alcuni stili della techno

### Hardcore
L'hardcore si caratterizza per l'elevata velocità (in media dai 160 battiti per minuto in su). Di solito la cassa, che ricopre un ruolo fondamentale, è distorta, dandole un suono più violento. Il termine hardcore associato a uno stile di musica che si genera da una costola della techno per poi seguire un percorso proprio, tuttavia esiste ancora la corrente hardstyle che rappresenta un ammorbidimento e un rallentamento in termini di bpm della hardcore. Il genere nasce in Inghilterra all'inizio degli anni novanta. Era caratteristico per le battute "spezzate" e per questo veniva definito anche " break". In realtà da quando la hardcore superò le 140 battute per minuto si distaccò totalmente dal mondo dance. Durante l'inizio degli anni novanta però l'hardcore veniva definita come una sonorità che faceva parte di molte produzioni di alcuni gruppi dance inglesi,belgi e tedeschi come Pragha Khan, 2 Unlimited e L.A.Style.

### Hardstyle
L'hardstyle, inizialmente aveva molti caratteri in comune con la musica techno (reverse bass, melodie lineari e senza ritornelli) era solo un po' più veloce tuttavia dopo l'anno 2003 ha incominciato ad avere influenze dalla musica hardcore e hardtrance e ad essere caratterizzata da casse molto potenti ma non distorte (caratteristica tipica della musica hardcore), melodie a volte molto suggestive e velocità intorno ai 140—150 battiti per minuto.
Originariamente i precursori di questo stile sono stati i dj Lady Dana e Pavo nei Paesi Bassi, Warmdusher e Melanie De Tria in Germania e Vortex e Technoboy in Italia
Ora la musica hardstyle per alcuni versi è simile alla musica hardcore, ma è più melodica, lenta e ha un ritmo più lineare e pulito.
In questi anni sta avendo molto successo soprattutto nei Paesi Bassi, dove i parties hardstyle sono tra i più esclusivi dell'ambiente dance europeo, ma anche in Francia, Germania, Italia, Inghilterra ed inoltre la musica hardstyle è molto ascoltata in tutto il mondo.

### Hard-house
Diretto antenato della schranz, il genere hard-house è una deriva iperveloce di techno e house fiorita a Chicago, anche se molti produttori hanno piuttosto trovato asilo e successo in nord Europa grazie a etichette come R&S, belga, o Djax-It-Up Beats, olandese. Un altro splendido esponente del genere è il newyorkese Joey Beltram: storiche sono le sue produzioni sulla prima delle etichette appena citate, ma anche per la Tresor di Berlino. Prima di darsi ad un'incantevole deep house anche Glenn Underground veniva citato come modello, per gli innesti acidi che furoreggiavano in alcune tracce licenziate dalla Djax-It-Up Beats di Miss Djax.
In Inghilterra cruciale fu poi l'esperienza di un dj come Dave Clarke, proveniente dall'hip hop, come testimonia lo stile raffinatissimo nel mixing, denso di scratch e controtempi pur senza scendere sotto i 140 bpm, ma che deve la fama alla cosiddetta trilogia Red: tre e. p. dalla cover rossa con cui a metà degli anni novanta sconvolse ogni dancefloor e rave party con suoni rovesciati, memori di certe soluzioni del maestro Kevin Saunderson, su cassa drittissima e pesante. Completano le borse dei djs che aderiscono a questo stile i vinili di inglesi come Surgeon, Mark Broom, Dave Angel (ora di nuovo segregato nell'underground ma a metà degli anni '90 esploso anche su major con le raccolte Classics e Globetrotting). Memorabili incroci di techno e house recano anche il marchio di un'etichetta come Soma Quality Recordings, gestita dal leggendario duo scozzese degli Slam. Ma chi negli ultimi anni ne ha decretato lo standard è Dj Rush, da Chicago, idolatrato in Belgio, Paesi Bassi, Germania per i suoi dj set infuocati e le sue produzioni che restano durissime senza perdere l'anima funky della techno.

### Schranz
La schranz è uno stile derivato della hardtechno. Viene suonata anche con due o tre dischi contemporaneamente così da sovrapporre frequente e groove. Il suono suono è prettamente distorto e le sue frequenze creano un vero e proprio "raschio" i bpm vanno dai 145 ai 160.
Questo genere generalmente non veniva suonato in vere e proprie discoteche, ma in festival e rave. Anche se alcuni club Europei come il Kashmir Club di Budapest erano un'istituzione e hanno visto passare da li alcuni dei migliori talenti del genere.
Precursore di questo genere è Chris Liebing dopo di che si è dedicato a sonorità prettamente techno. Successivamente proposta da artisti tedeschi quali ArkusP, Sven Wittekind, Robert Natus e da alcuni Sudamericani quali Lukas , Alex Tb e Buchecha e altri. 
Questo genere era molto diffuso nell'Europa dell'est, in paesi come la Repubblica Ceca, Slovenia e ad ovest in Germania, Paesi Bassi e Belgio e Spagna (che dopo è diventata la metà preferita di festival e party hardtechno schranz per un decennio almeno).
In Italia questo genere di musica era diffuso  in Sardegna. In Italia un'artista che è una vera e propria icona del genere è Dj Barbers tra i maggiori produttori e Dj del mondo, vanta infatti all'attivo numerosissime Release nelle maggiori etichette Schranz del panorama mondiale. 
La Sardegna vanta un movimento Hardtechno Schranz dal 2005 oggi, ora tra i più importanti in Italia e nel mondo. 
L'organizzazione HARDSTATION oggi è un punto di riferimento per il panorama Schranz, fondata da dj BARBERS supportato da alcuni talenti produttori sardi quali Barka&Taris, Xavier, Recycle Duo e ISN continua a presentare party Schranz nel capoluogo sardo di Cagliari.

### Minimal
La minimal è uno stile della techno nato in risposta alle produzioni sempre più dense e strutturate, tendenti ad un'eccessiva saturazione della traccia. In sostanza un ritorno ad un suono più puro e funzionale, senza progressioni melodiche o multistratificazioni nel programming ed è basata su ritmiche e suoni essenziali, brani sostenuti da una battuta non marcata ma con una linea di basso ben definita, inserti glitch, loop dissonanti e strutture scarne che lo rendono un genere dance più pulito, ma non per questo meno ipnotico di altri. In realtà il minimalismo più riuscito non è un asciugamento melodico tout court: troppo spesso produzioni aride, seriali, ripetitive vengono accostate ai veri e propri capolavori compositivi dei maestri del genere.

## Generi musicali correlati alla techno music

### Electro
La definizione di "electro", nonostante per alcuni delimiti un sottogenere della musica techno, è una delle macro-definizioni di genere della musica elettronica da ballo, in quanto viene usata fin dai primi anni ottanta per definire la musica dei produttori Afrika Bambaataa e Westbam (uno dei creatori della Love Parade di Berlino) che per primi si trovavano a fare musica da ballo che aveva fortissimi legami con la struttura strumentale dell'Hip Hop e poi prescindevano, per motivi geografici e storici, dalle definizioni di techno (Detroit) e house (Chicago).
Si tratta infatti di considerare che electro è l'abbreviazione di Electronic come techno è l'abbreviazione di technologic, differentemente da house che prende invece nome da Warehouse, locale storico di Chicago. Non a caso il nome electro ritorna di moda poi in Germania a cavallo tra gli anni novanta e 2000 quando si necessita di una definizione per la musica elettronica da ballo di eredità culturale tedesca (Kraftwerk) in un momento in cui nomi come techno e house, definiscono ormai scene ben delimitate e formalmente differenti.

## Generi musicali derivati dalla techno music

### Trance
La trance è un genere musicale che prende ispirazione non tanto dal synth-pop/elettropop ma dalla scena, sempre tedesca, di matrice psichedelica del rock chiamata anche krautrock, tra i cui esponenti principali vediamo Tangerine Dream e Klaus Schulze, annoverati dalla critica musicale di ambito rock come la parte teutonica del progressive rock.
La musica trance, che prende il nome dalla musica rituale che fin dall'antichità è stata utilizzata a scopi religiosi e mistici, fonde 4 matrici differenti in un unico genere musicale:
1. La modalità compositiva timbrica della musica techno per mezzo di suoni sintetici e loop;
2. La cassa in quattro quarti di eredità della house;
3. Lo spirito culturale degli antichi balli rituali di varie popolazioni ed etnie del mondo;
4. La scienza dell'armonia occidentale vista con l'occhio dei compositori rock psichedelici della Germania degli anni settanta.

Questo genere ha vissuto quattro ere principali ed ora si trova nella quarta. Il primo periodo, 1992-1997, è il periodo nel quale molte produzioni techno incominciano ad essere definite trance per via dell'uso dell'armonia di stampo classico. Si tratta comunque di produzioni techno, per cui la trance è di fatto una selezione di produzioni techno con caratteristiche simili tra loro. Tra i primi brani techno ad essere classificati come trance troviamo, per esempio, "The Age Of Love" di Jam & Spoon.
Il secondo periodo, 1997-2002, è il periodo nel quale i produttori che avevano per anni selezionato un genere di techno music con determinate caratteristiche incominciano a produrre musica originale che dia spazio a tali aspettative senza per forza ricondursi a generi musicali precedenti. È il periodo di brani come "For An Angel" di Paul van Dyk, brani che si catalogano esclusivamente come trance dando modo al pubblico di identificare il genere, sempre nell'ambito techno.
Il terzo periodo, 2002-2006, è il periodo mainstream, periodo nel quale la trance ha ormai assunto determinate caratteristiche, viene influenzata dal gusto di massa e quindi separata dal contesto techno che per tradizione appartiene alla scena underground. Dischi come "Sandstorm" di Darude arrivano ai primi posti delle classifiche di vendita europee. Da questo periodo emergerà la figura di DJ Tiësto nei Paesi Bassi che diventerà il primo dj del mondo secondo la classifica internazionale.
Il quarto periodo della trance music, chiamato il periodo digitale, si contraddistingue per l'avvento di massa di produzioni discografiche anche casalinghe da ogni parte del mondo e l'avvento di decine e decine di sottocategorie volte a definire un particolare insieme timbrico o atteggiamento mentale nei confronti del genere.

#### Hard trance
Si definisce così quel genere di musica trance che segue l'onda di quelle produzioni che nei primi anni novanta diedero alla techno music il nuovo genere trance, distaccandosi di molto. Precursori della sottocategoria sono produzioni dell'etichetta belga Bonzai Records e le produzioni di Emmanuel Top Il confine con la hardcore è molto labile in quanto produzioni hardtrance valide sono anche suonate da dj hardcore ed etichette hardcore che ricercano la bellezza dei suoni piuttosto che la violenza timbrica come nel caso della Supreme Intelligence.

#### Goa
La goa è il nome con cui si definiscono le produzioni techno tendenti già dai primi anni novanta alla trance che tuttavia vengono utilizzate non per i club ma per i rave parties. La differenza sostanziale tra il rave party techno ed il rave party goa è che mentre il primo avviene per mezzo e dentro una realtà urbana industriale, il secondo deve avvenire nell'ambito di una realtà a contatto con la natura. Il nome "Goa", pertanto, proviene dal piccolo Stato indiano di Goa, famoso per essere stato colonizzato da hippies inglesi ed aver ospitato i primi parties in mezzo alla natura per mezzo di generatori di corrente, solitamente in spiaggia. Oggi la trance è l'unico genere musicale insieme alla goa che detiene sia una scena club che una scena rave.

### Hardcore
L'hardcore nasce nei Paesi Bassi e si distingue per le sonorità potenti e aggressive. L'hardcore si ottiene inizialmente tramite due processi musicali: il primo è la velocizzazione e distorsione di samples provenienti generalmente da produzioni hip hop, il secondo è la produzione sintetica di suoni tramite una drum machine e quindi distorti.
Da sottogenere della musica techno l'hardcore è diventata un vero e proprio genere musicale elettronico da ballo dotato di caratteristiche, suoni ed una scena musicale propria, che comprende tra l'altro anche un'estetica ben definita. Tra i vari sottogeneri di ciò che si definisce hardcore, troviamo la Frenchcore, l'hardstyle, la speedcore, la happy hardcore e la gabber.